# 王彬彬
王彬彬（1962年11月—），安徽望江人，出生于安徽省太湖县，南京大學文學院教授及副院長、博士研究生導師，主要從事中國現當代文學、文化批評與文化史研究。他多次發表文學評論方面的文章，曾對王朔、金庸、余秋雨等學者的著作作出學術性批評，他亦曾因著文指責清華大學教授汪暉的著名博士論文《反抗絕望：魯迅及其文學世界》多處內容涉及抄襲而掀起學術界爭議。

## 簡歷
王彬彬在1978年參加高考，後來被中國人民解放軍洛陽外國語學院（現中國人民解放軍外國語學院）錄取，被分配到日語專業。1982年7月大學畢業後，他先後在大別山和南京市在軍隊工作。1986年9月，王彬彬考入復旦大學中文系攻讀中國現當代文學專業碩士學位，1989年免試提前進入同一專業博士學位攻讀階段。1992年7月獲文學博士學位。幕後因軍籍在身而回到南京軍區，任職於政治部文藝創作室。1999年，王彬彬離開軍隊到南京大學中文系任教。

## 學術評價
2006年，主要從事文學理論和文學批評研究的周口師範學院中文系教師樊義紅對王彬彬的學術成就作出評價：「王彬彬的批評已經取得了一定的成就，在當代文學批評領域獨樹一幟，自成一家，但似乎也存在著某些缺陷，比如過於專注對諸多批評對象的零散應對，而在一定程度上缺乏較為完整、自成一家的理論體系。王彬彬顯然已經意識到了這一問題，並在《文壇三戶》的寫作中 表明了他在此方面的嘗試和努力。王彬彬教授以社會學批評方法從事批評的成功實踐，應該引起全社會的重視。學術界希望出現更多的王彬彬式的批評家，我們正翹首以待。」

## 人物事件

### 本人深陷抄袭漩涡
王彬彬本人的学术研究也遭到多方质疑。赵亮认为，其博士论文是“最大的次品假货抄袭货”。参照王彬彬自己的学术标准，明月族人和亦明等网友也在其发表的论文与著作中发现多次抄袭。

### 誤傳《背影》因違反交規被逐出教材
2014年5月15日，王彬彬在《南方周末》撰文稱「朱自清散文《背影》因「違反交規」被逐出教材」，文中表示《背影》從中學課本上消失的原因是朱自清的父親跳下站台、穿過鐵道到對面給兒子買橘子的行為，在今天看來是違反了交通規則。後來該說法被指是謠言，王彬彬就此事發出道歉信，表示自己「可能有些無的放矢」，並為誤導他人而感到愧疚，為相關機構受到誤解而表示歉意。

## 著作
主要著作有《在功利與唯美之間》、《魯迅晚年情懷》、《為批評正名》、《文壇三戶》、《城牆下的夜遊者》、《風高放火與振翅灑水》等。